# 郭家铺街道
郭家铺街道是中华人民共和国湖南省常德市鼎城区下辖的一个街道办事处。

## 行政区划
郭家铺街道下辖以下村级行政区划单位：
金霞社区、王家铺社区、么堤村、孔家榕村、郭家铺村、三岔湖村、大禾场村、报国村和三滴水村。